# 岡田正行
岡田 正行（おかだ まさゆき、1961年11月2日 - ）は、広島県出身の、日本の柔道選手である。階級は95kg超級。現役時代は身長178cm。体重120kg。

## 経歴
近代福山高校から近畿大学へ進むと、4年の時に正力杯の95kg超級で3位となった。1984年に大阪府警の所属となると、講道館杯で3位になった。1986年の講道館杯では決勝で近畿大学教員である弟の岡田龍司を腕挫脚固で破って、全国大会初優勝を飾った。1987年の全日本選手権では史上3組目の兄弟出場を果たした。自らは初戦で敗れるも、一緒に出場した弟は3位入賞を果たした。1988年の講道館杯では3位になった。

## 戦績
- 1983年 -　正力杯　3位
- 1984年 -　講道館杯 3位
- 1986年 -　講道館杯 優勝
- 1987年 -　全国警察選手権　3位
- 1988年 -　講道館杯　3位
- 1989年 -　全国警察選手権　3位

(出典、JudoInside.com)。